# Rudkówka
Rudkówka (biał. Рудкаўка, Rudkauka; ros. Рудковка, Rudkowka) – wieś na Białorusi, w obwodzie brzeskim, w rejonie janowskim, w sielsowiecie Rudzk, nad Piną i Kanałem Dniepr-Bug (Królewskim).

## Historia
W XIX i w początkach XX w. położona była w Rosji, w guberni mińskiej, w powiecie pińskim, w gminie Duboja, następnie w gminie Brodnica.
W dwudziestoleciu międzywojennym leżała w Polsce, w województwie poleskim, w powiecie pińskim, w gminie Brodnica. W 1921 wieś liczyła 160 mieszkańców, zamieszkałych w 29 budynkach. Wszyscy oni byli Białorusinami wyznania prawosławnego.
Po II wojnie światowej w granicach Związku Sowieckiego. Od 1991 w niepodległej Białorusi.